# 21 سافاج
شياع بن إبراهيم جوزيف (مواليد 22 أكتوبر 1992)، اشتهر باسمه الفني 21 سافاج (بالإنجليزية: 21 Savage)‏، هو مغني راب، كاتب أغاني، ومنتج تسجيلات. ولد في لندن، وأحضرته والدته إلى أتلانتا في سن السابعة. اشتهر بشريط صدر في 2015 «ذا سلوتير تيْب» قبل أن يحظى باهتمام على الصعيد المحلي بعد إصدار أسطوانة مطولة مع المنتج ميترو بومين، سميت سافاج مود (2016). أغانيه المنفردة الشهيرة «إكس» و «نو هارت»، بالإضافة إلى غنائه في 2016 مع دريك الأغنية المنفردة «سنيكين» وبوست مالون في أغنية «روكستار».
وصل ألبوم استوديو 21 سافاج الأول، إيسا ألبوم (2017)، إلى المرتبة الثانية على قائمة بيلبورد 200 الأمريكية، ومنحه أول أغنية فردية له تصل لأفضل 20 أغنية على بيلبورد هوت 100، «بانك أكاونت». في وقت لاحق من ذلك العام، تعاون مع أوفست وميترو بومين لألبوم وذاوت وارنينغ (2017). حصدت أول أغنية له تأتي في المركز الأول في نهاية عام 2017 وهي «روكستار» مع بوست مالون، والتي تم ترشيحها في فئتين في حفل توزيع جوائز جرامي الحادي والستين. قوبل ألبومه الثاني آي أم > آي واز (2018) بإشادة من النقاد، حيث ظهر في أول أسبوع في المرتبة الأولى على بيلبورد 200، وقضى أسبوعين في المرتبة الأولى في الترتيب.
تم القبض على 21 سافاج من قبل وكالة الهجرة والجمارك الأمريكية في 3 فبراير 2019. حيث كشف المسؤولون عن وضعه كمواطن بريطاني دخل الولايات المتحدة في يوليو 2005 ثم تجاوز بشكل غير قانوني تأشيرته عندما انتهت صلاحيتها بعد عام. حصل على كفالة في 12 فبراير وأفرج عنه في اليوم التالي بانتظار نتيجة جلسة استماع عاجلة بشأن الترحيل. كان من المقرر عقد جلسة الاستماع في البداية في 9 أبريل، ولكن تم تأجيلها لاحقًا إلى أجل غير مسمى. فاز 21 سافاج بجائزة أفضل أغنية راب عن أغنيته «ألوت» في حفل توزيع جوائز غرامي لعام 2020، مسجلاً أول فوز له ولجي كول بجائزة غرامي. تم إصدار تعاونه الذي طال انتظاره مع ميترو بومين، سافاج مود 2، في أكتوبر 2020 وظهر في أول أسبوع له في المرتبة الأولى على ترتيب بيلبورد 200.

## حياة سابقة
ولد 21 سافاج شياع بن إبراهيم جوزيف في 22 أكتوبر 1992 في مستشفى نيوهام في منطقة بليستو بلندن، ابن هيذر كارميليا جوزيف وكيفن كورنيليوس ايمونز. والديه من مواليد الكاريبي. عائلة والدته من دومينيكا، بينما كان جده لأبيه من هايتي. والده من سانت فنسنت وجزر غرينادين. يواصل والده وشقيقاته التوأم، مصممات الرقص، كيرا وجايدا ديفيس، العيش في لندن، حيث يعمل والده في مجلس مدينة ويستمنستر. ابن عمه، يونغ نودي، هو أيضًا مغني راب. تعيش جدته في بريكستون. انفصل والدا سافاج في وقت مبكر من حياته، وانتقل في سن السابعة مع والدته إلى أتلانتا، جورجيا. في يونيو 2005، عندما كان يبلغ من العمر 12 عامًا، عاد إلى المملكة المتحدة لحضور جنازة عمه، مكث لمدة شهر، ثم عاد إلى أتلانتا بتأشيرة إتش-4 في 22 يوليو 2005، التي يزعم أنها انتهت بعد عام. 21 بدأت والدة سافاج علاقة مع الدكتور أمسو أنبو، أخصائي الغدد الصماء والمغتربين البريطانيين، الذي أنجبت منه المزيد من الأطفال. كان لديه شقيق كوانتيفايوس («تاي مان») توفي في إطلاق نار بعد محاولة عمل صفقة مخدرات.
في الصف السابع، تم حظر 21 سافاج بشكل دائم من كل مدرسة في منطقة مدرسة مقاطعة ديكالب لحيازته السلاح. قاده ذلك إلى البدء في الالتحاق بالمدارس حول منطقة العاصمة أتلانتا قبل إرساله إلى مركز احتجاز الشباب. بعد إطلاق سراحه من مركز احتجاز الشباب، أكمل الصف الثامن من خلال برنامج بديل قبل أن ينهي فصلًا دراسيًا من المدرسة الثانوية، لكنه ترك الدراسة في سنته الأولى بعد عدة استثناءات، حيث قال إنها «منهكة». بعد تركه للدراسة، انضم إلى عصابة شوارع محلية تابعة لعصابة بلودز وأصبح تاجر مخدرات بدوام كامل، يبيع الحشيش بشكل أساسي. كما شارك بانتظام في أنشطة إجرامية أخرى بما في ذلك السطو وسرقة السيارات، على الرغم من أنه تم القبض عليه مرة واحدة فقط بعد العثور على أغراض مهربة في سيارة كان يقودها. في عام 2011، عندما كان في التاسعة عشرة من عمره، قُتِل «يده اليمنى» لاري في تبادل لإطلاق النار. في عام 2013، أثناء محاولة سرقة في يوم ميلاده الحادي والعشرين، تم إطلاق النار على 21 سافاج ست مرات من قبل أعضاء العصابات المتنافسة وقُتِل جوني، أفضل صديق له.

## إحسان
في أوائل أغسطس 2016، 2017، 2018، و2019 استضاف 21 سافاج حملة «إيسا باك تو سكول درايف» (سميت على اسم ألبومه إيسا ألبوم) في حي منزله في أتلانتا. قدمت الحملة قصات شعر مجانية، تسريحات شعر، لوازم، وأزياء مدرسية.
في مارس 2018، أعلن 21 سافاج عن إنشاء حملة «21 سافاج بانك أكاونت كامبيْن» (سميت على اسم أغنيته الناجحة «بانك أكاونت») في برنامج إلين دي جينيريس، كما أعلن أنه سيتبرع بمبلغ 21,000 دولار للحملة. وقال: «لقد بدأت الحملة، وهي لمساعدة الأطفال على تعلم كيفية توفير المال وكسب المال وفتح حسابات مصرفية للأطفال». بعد أربعة أشهر، تبرع بمبلغ 10000 دولار لمدرسة كونتيننتال كولوني الابتدائية في أتلانتا لتمويل حملة لمكافحة التنمر.
في 1 يوليو 2020، أعلن 21 سافاج أنه سيطلق برنامجًا مجانيًا للتثقيف المالي عبر الإنترنت للأطفال والمراهقين العالقين في المنزل أثناء وباء كوفيد-19، قائلاً: «أشعر أنه من المهم أكثر من أي وقت مضى إعطاء الجيل القادم لدينا الأدوات لتحقيق النجاح في الحياة». يتضمن البرنامج شراكة مع عمدة أتلانتا كيشا لانس بوتومز لتوفير أجهزة لوحية مجانية وواي فاي للطلاب المحرومين في أتلانتا.

## ديسكغرفيا
- سافاج مود (مع ميترو بومين) (2016)
- إيسا ألبوم (2017)
- وذاوت وارنينغ (مع أوفست وميترو بومين) (2017)
- آي أم > آي واز (2018)
- سافاج مود 2 (مع ميترو بومين) (2020)

## جولات

### عنوان
- آي أم > آي واز (2019)[49]

## روابط خارجية
- الموقع الرسمي

## وصلات خارجية
21 سافاج على موقع IMDb (الإنجليزية)
- 21 سافاج على موقع ميوزك برينز (الإنجليزية)
- 21 سافاج على موقع أول ميوزيك (الإنجليزية)
- 21 سافاج على موقع ديسكوغز (الإنجليزية)
- 21 سافاج على موقع ديسكوغز (الإنجليزية)
- 21 سافاج على موقع قاعدة بيانات الفيلم (الإنجليزية)